# Omnisport Apeldoorn
O Omnisport Apeldoorn é um velódromo e polidesportivo coberto em Apeldoorn, Holanda. Desenhado pelos arquitetos FaulknerBrowns, a instalação abriu as suas portas em 2008, e divide-se em duas salas: uma sala de ciclismo que contém uma pista de 250 m (820 pés) e uma pista de atletismo de 200 m (660 pés), além de um ginásio de vôlei. A sala de ciclismo tem uma capacidade para 5 000 espectadores, enquanto a sala de vôlei tem uma capacidade para 2 000 espectadores. Omnisport Apeldoorn utiliza-se durante o dia, pela instituição educativa ROC Aventus e é o lar do clube de vôlei SV Dynamo.